# Hastighetsåkning på skridskor

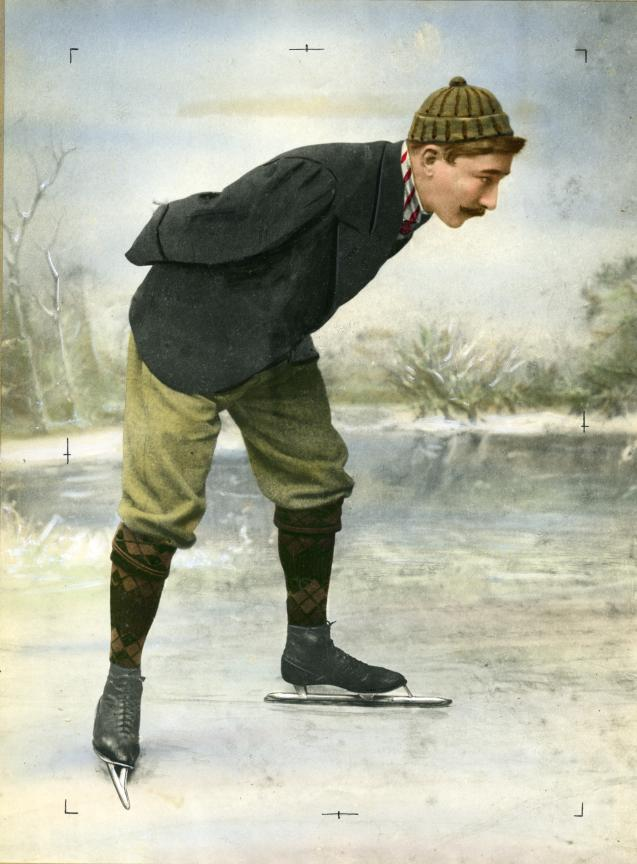
Jaap Eden,den första officiella världsmästaren.

Hastighetsåkning på skridskor, eller skridskolöpning (äldre benämning), är en idrottsgren på is med skridskor. Sporten går ut på att deltagarna skrinnar en förutbestämd sträcka så snabbt som möjligt. Tidigare tävlade man ofta på utomhusbanor även på världsnivå, till exempel spolades is på Nya Ullevi, vilket var världens första konstfrusna 400 m-bana för hastighetsskridsko. Sedan slutet av 1980-talet hålls dock de flesta större tävlingar i inomhushallar. Numera går nästan samtliga internationella mästerskap inomhus. Om banan i Ruddalens idrottscentrum, där VM gick 2003, är nästan helt inbyggd, var det först 2022, i och med Tingvalla isstadions invigning, som Sverige fick sin första helt inbyggda skridskolöpningshall.

## Banan
Skridskobana är en isbelagd rundsträcka som har oval form. Sträckan är delad i två tävlingsbanor med 25 respektive 29 m radie (varianter förekommer). Ett varv med en ytter- och en innerkurva är 400 meter långt. I Sverige förekommer även banor som är 333 1/3 m och 250 m i omkrets. Den senare får plats inom ramen för en bandyplan. Två deltagare tävlar som regel samtidigt. De tävlande växlar banor på bortre långsidan på varje varv utom det första varvet vid tävling på 1 000 och 1 500 m. Avståndet mellan de tävlande jämförs således alltid bäst varje varv på upploppet. Vid växling av bana har den som kommer från innerbanan ansvaret för växlingen och får inte på något sätt hindra tävlande som kommer från ytterbanan.

## Internationella tävlingar
I VM och EM allround tävlar herrarna på distanserna 500 och 5 000 m första dagen och 1 500 och 10 000 m andra dagen. Damernas distanser är 500 och 3 000 m första dagen och 1 500 och 5 000 m andra dagen. Då tävlingarna avgörs i Holland händer det att tävlingarna fördelas på tre tävlingsdagar. Endast de tolv bästa efter tre distanser får deltaga på den avslutande längsta distansen.
I tävlingar om VM för sprinters tävlas det på sträckorna 500 och 1 000 m båda dagarna. EM förekommer inte för sprinters. Här får alla startande fullfölja alla fyra distanserna.
I OS tävlas det på distanserna 2x500, 1 000, 1 500, 3 000 (endast damer), 5 000 och 10 000 m (endast herrar) samt förföljelselopp 6 varv för damer och 8 varv för herrar. År som det inte är OS tävlas det i ett distans-VM på samma sträckor. Vid tävlingar över 2x500m ska de tävlande byta banor så att den som startar på innerbanan i första loppet startar på ytterbanan i andra loppet på samma sträcka och vice versa.
I världscupen förekommer tävlingar på 100 m. Vid förföljelselopp startar två tremannalag på var sin långsida och kör sex respektive åtta varv för damer respektive herrar. Man använder då bara den inre tävlingsbanan.

## Nationella tävlingar
Sverige är ensamt om i världen att tävla i stafett på Hastighetsskridskor. När tävlingsformen infördes 1920 var distansen 5x1 000 m fram till och med 1980. Efter några års varierande har det tävlats på 3x1 000 m sedan 1986. Ungdomar i Sverige tävlar även på 300 m och ungdomar i Norge på 400 m.

## Poängberäkning vid sammanlagd tävling
I alla sammanlagda tävlingar adderas tiden i sekunder per 500 m på varje distans. Det vill säga att tiden i sekunder på 1 500 m divideras med tre och tiden i sekunder på 3 000 m divideras med sex osv. Den som därvid erhåller den lägsta poängsumman vinner.

## Lottning / Parsammansättning
Inför de två första sträckorna rangordnas de tävlande i grupper efter tidigare uppnådda resultat på respektive sträcka. Lottning av par sker sedan gruppvis. Den grupp med de sämsta kvalificeringstiderna startar först och de med de bästa tiderna sist. Andra dagen sker parsammansättning efter uppnådda resultat dittills under tävlingen.  På sprintertävlingar tas även hänsyn till vilken bana man startat på så att man får starta på den andra banan på respektive sträcka andra dagen.

## Starten / Målet
Tävlande skall vara helt stilla mellan kommandot ”färdiga” och innan skottet kommer. Den som gör den andra felstarten diskvalificeras oavsett vem som gjort den första. Felstart kan till exempel bero på att man inte stått stilla eller att man tagit för god tid på sig att komma i färdigställning. Tävlande får ha en eller båda händerna i isen vid start, men alla delar som rör isen måste vara helt bakom startlinjen. 
När man införde Sprinter-tävlingar i början av 70-talet beslöt man sig för att flytta målet för 1 000 m till mitt på upploppssidan. Detta för att slippa få starten precis i början av en kurva. Där har man nu också lagt start och mål för förföljelselopp. För alla övriga distanser är målet i slutet av upploppet.

## Utrustning

### Klappskridsko
Skridskon för hastighetsåkning är naturligtvis det viktigase redskapet i sporten. Den har sett mer eller mindre lika ut från slutet av 1800-talet till 1996. Skridskobladet är längre än för de skridskor som används för ishockey och konståkning och själva skon är låg, ännu lägre än för bandyskridskor. Experiment med stålet och kängan har gjorts för att få något som dels har minsta möjliga friktion mot isen och dels ger bästa tänkbara stöd trots den låga skon. Det var dock när holländarna började med klappskridskon, som innebär att hälen är lös likt en längdskida, som resultaten började förbättras påtagligt. Redan innan säsongen 1996/97 var slut hade hela skridskoeliten gått över till den nya modellen. 
Den stora vinsten med klappskridskon är att varje skär blir något längre men framför allt att när tröttheten sätter in så bromsar inte bristande teknik farten lika mycket.

### Kläder
Förutom skridskorna, har åkarna särskilda tävlingsdräkter som är utformade för att ge så lite luftmotstånd som möjligt, overaller i kroppsnära spandextyg som täcker hela kroppen inklusive delar av händerna och huvudet utom ansiktet.

## Världsrekord
Listan uppdaterades senast 2022-02-11. 

### Herrar
| 500 m                       | 33,98    | Pavel Kulizjnikov                        | Ryssland      | Salt Lake City i Förenta staterna | 20 nov 2015     |
| 2x500 m                     | 68,26    | Ronald Mulder                            | Nederländerna | Calgary i Kanada                  | 25-26 feb 2017  |
| 1 000 m                     | 1.06,42  | Shani Davis                              | USA           | Salt Lake City i Förenta staterna | 7 mar 2009      |
| 1 500 m                     | 1.41,02  | Denis Juskov                             | Ryssland      | Salt Lake City i Förenta staterna | 9 dec 2017      |
| 3 000 m                     | 3.37,28  | Eskil Ervik                              | Norge         | Calgary i Kanada                  | 5 nov 2005      |
| 5 000 m                     | 6.01,56  | Nils van der Poel                        | Sverige       | Salt Lake City i Förenta staterna | 3 dec 2021      |
| 10 000 m                    | 12.30,74 | Nils van der Poel                        | Sverige       | Peking i Kina                     | 11 feb 2022     |
| Sprintkombination           | 136,065  | Kai Verbij                               | Nederländerna | Calgary i Kanada                  | 25-26 feb 2017  |
| Liten kombination           | 146,365  | Erben Wennemars                          | Nederländerna | Calgary i Kanada                  | 13 augusti 2005 |
| Allroundkombination         | 145,742  | Shani Davis                              | USA           | Calgary i Kanada                  | 18-19 mar 2006  |
| Förföljelselopp (åtta varv) | 3.35,60  | Jan Blokhuijsen Sven Kramer Koen Verweij | Nederländerna | Salt Lake City i Förenta staterna | 16 nov 2013     |

### Damer
| 500 m                      | 36,80    | Lee Sang-Hwa                       | Sydkorea | Calgary i Kanada                  | 20 jan 2013    |
| 2x500 m                    | 73,55    | Nao Kodaira                        | Japan    | Calgary i Kanada                  | 26 feb 2017    |
| 1 000 m                    | 1.12,09  | Nao Kodaira                        | Japan    | Salt Lake City i Förenta staterna | 10 dec 2017    |
| 1 500 m                    | 1.50,85  | Heather Richardson-Bergsma         | USA      | Salt Lake City i Förenta staterna | 21 nov 2015    |
| 3 000 m                    | 3.53,34  | Cindy Klassen                      | Kanada   | Calgary i Kanada                  | 18 mar 2006    |
| 5 000 m                    | 6.42,66  | Martina Sábliková                  | Tjeckien | Salt Lake City i Förenta staterna | 18 feb 2011    |
| 10 000 m                   | 13.48,33 | Martina Sábliková                  | Tjeckien | Calgary i Kanada                  | 15 mar 2007    |
| Sprintkombination          | 146,390  | Nao Kodaira                        | Japan    | Calgary i Kanada                  | 25-26 feb 2017 |
| Minikombination            | 155,576  | Cindy Klassen                      | Kanada   | Calgary i Kanada                  | 15-17 mar 2001 |
| Allroundkombination        | 154,580  | Cindy Klassen                      | Kanada   | Calgary i Kanada                  | 18-19 mar 2006 |
| Förföljelselopp (sex varv) | 2.50,87  | Ayano Sato Miho Takagi Nana Takagi | Japan    | Salt Lake City i Förenta staterna | 8 dec 2017     |

## Historia
Den första allmänna tävlingen i Sverige hölls på Djurgårdsbrunnsviken 26 feb 1882. Internationella Skridsko Unionen (ISU) bildades i Scheweningen samma år. I detta deltog svensken Viktor Balck som också blev dess ordförande 1895-1924. Sverige representerades i ISU vid starten av Stockholms Allmänna Skridskoklubb.
Första VM på skridskor gick 1893 i Amsterdam med Jaap Eden från Nederländerna som segrare. Första EM gick i Berlin 1893 med svensken Rudolf Ericsson som segrare. Redan 1894 arrangerade Sverige VM för första gången. Det gick på Neglingeviken i Saltsjöbaden. 
Svenska skridskoförbundet bildas 1904.
De första åren på 1900-talet utövades skridskosporten uteslutande på sjöisar. 1908 flyttade sporten upp på land, till bland andra Östermalms IP.
Första VM för damer gick i Stockholm 1936 med Kit Klein från USA som segrare och Södermalms IK:s Lissa Bengtson på 13:e plats.
1959 invigdes världens första konstfrusna 400 m-hastighetsbana på Ullevi.
Första allround-EM för damer gick 1970 i Heerenveen med Nina Statkevitj från Sovjetunionen som segrare.
Första sprinter-VM för både herrar och damer gick 1972 i Eskilstuna med Leo Linkovesi från Finland och Monika Pflug från Västtyskland som segrare.
Hastighetsåkning på skridskor ingår sedan 1924 i de olympiska vinterspelen. För damer sedan 1960. 1988 i Calgary var första gången skridskotävlingarna vid OS gick inomhus och alltsedan 1994 i Hamar har det fortsatt så.
Till OS i Calgary 1988 byggdes den första inomhusarenan med 400 m-bana. Och nu tog utvecklingen en ordentlig fart. Några år senare följde klappskridskon och man kan med fog påstå att sporten har helt andra förutsättningar än tidigare även om grundidén är densamma, att ta sig runt en isoval så fort som möjligt. 1996 på hösten börjar några damer i Holland att köra på klappskridskon. Innan vintern 1997 är slut har samtliga i eliten gått över till dessa. Och en ny rekordslakt tar sin början.
Sedan 1990 avgörs allround-EM i ett gemensamt arrangemang för herrar och damer.
Det första distans-VM för både herrar och damer gick i Hamar 1996. Sedan 1996 i Inzell avgörs herrarnas och damernas allround-VM som ett gemensamt arrangemang. Sprinter-VM har alltid varit gemensamt. 
Första gången det tävlades i förföljelselopp på OS var i Turin 2006 med italienska herrarna och tyska damerna som segrare. VM har arrangerats sedan 2005.
År 2021 bytte Svenska Skridskoförbundet namn till Svenska Skridsko-, Kälk- och Rullidrottsförbundet.

## Svenska segrare

### Allround-VM
| 1955 | Moskva    | Sigvard Ericsson  |
| 1963 | Karuizawa | Jonny Nilsson     |
| 1973 | Deventer  | Göran Claeson*    |
| 2022 | Hamar     | Nils van der Poel |

*Göran Claeson blev amatörernas mästare, när världens 16 bästa åkare tecknat kontrakt med ISSL, där åkarna belönades ekonomiskt. Världsmästare blev den som dominerat sporten under många år - Ard Schenk, som då också var innehavare till många (de flesta) världsrekorden.

### Distans-VM
2021   Heerenveen   5000m                    Nils van der Poel
2021   Heerenveen   10000m                  Nils van der Poel     

### Sprinter-VM
| 1976 | Västberlin | Johan Granath |

### OS
| 1948 | S:t Moritz | 10 000 m | Åke Seyffarth     |
| 1956 | Cortina    | 10 000 m | Sigvard Ericsson  |
| 1964 | Innsbruck  | 10 000 m | Jonny Nilsson     |
| 1968 | Grenoble   | 10 000 m | Johnny Höglin     |
| 1984 | Sarajevo   | 5 000 m  | Tomas Gustafson   |
| 1988 | Calgary    | 5 000 m  | Tomas Gustafson   |
| 1988 | Calgary    | 10 000 m | Tomas Gustafson   |
| 2022 | Peking     | 5 000 m  | Nils van der Poel |
| 2022 | Peking     | 10 000 m | Nils van der Poel |

### Allround-EM
| 1893 | Berlin     | Rudolf Ericsson  |
| 1907 | Davos      | Mauritz Öholm    |
| 1908 | Klagenfurt | Mauritz Öholm    |
| 1947 | Stockholm  | Åke Seyffarth    |
| 1955 | Falun      | Sigvard Ericsson |
| 1973 | Grenoble   | Göran Claeson    |
| 1974 | Eskilstuna | Göran Claeson    |
| 1982 | Oslo       | Tomas Gustafson  |
| 1988 | Den Haag   | Tomas Gustafson  |

## Svenska världsrekord
| 1891 | 500 m         | 50,8     | Oscar Grundén     | Stockholm      |
| 1894 | 10 000 m      | 19.22,8  | Frithjof Ericsson | Stockholm      |
| 1941 | 5 000 m       | 8.13,7   | Åke Seyffarth     | Davos          |
| 1942 | 3 000 m       | 4.45,7   | Åke Seyffarth     | Davos          |
| 1963 | 5 000 m       | 7.34,3   | Jonny Nilsson     | Karuizawa      |
| 1963 | 10 000 m      | 15.33,0  | Jonny Nilsson     | Karuizawa      |
| 1963 | Allround komb | 178,447  | Jonny Nilsson     | Karuizawa      |
| 1963 | 3 000 m       | 4.27,6   | Jonny Nilsson     | Tolga          |
| 1965 | 5 000 m       | 7.33,2   | Jonny Nilsson     | Oslo           |
| 1969 | Allround komb | 171,758  | Göran Claeson     | Inzell         |
| 1970 | 500 m         | 38,9     | Hasse Börjes      | Davos          |
| 1970 | 500 m         | 38,87    | Hasse Börjes      | Medeo          |
| 1970 | 500 m         | 38,46    | Hasse Börjes      | Inzell         |
| 1972 | Sprint komb   | 163,300  | Hasse Börjes      | Kongsberg      |
| 1972 | 500 m         | 38,0     | Hasse Börjes      | Inzell         |
| 1982 | 10 000 m      | 14.23,59 | Tomas Gustafson   | Oslo           |
| 1988 | 10 000 m      | 13.48,20 | Tomas Gustafson   | Calgary        |
| 2021 | 10 000 m      | 12.32,95 | Nils van der Poel | Heerenveen     |
| 2021 | 5 000 m       | 6.01,56  | Nils van der Poel | Salt Lake City |
| 2022 | 10 000 m      | 12.30,74 | Nils van der Poel | Beijing        |

## Svenska mästerskap
|      |                                                              | Herrar Allround       |                | Damer Allround      |                  | Herrar Sprint     |                | Damer Sprint        |                  |
| 1895 | Stockholm                                                    | Frithiof Ericsson     | Stockholms AF  |                     |                  |                   |                |                     |                  |
| 1896 | Stockholm                                                    | Frithiof Ericsson     | SASK           |                     |                  |                   |                |                     |                  |
| 1897 | Stockholm                                                    | Ernst Westling        | Norrköpings SS |                     |                  |                   |                |                     |                  |
| 1902 | Göteborg                                                     | David Jahrl           | AIK            |                     |                  |                   |                |                     |                  |
| 1904 | Stockholm                                                    | Birger Carlsson       | Djurgårdens IF |                     |                  |                   |                |                     |                  |
| 1906 | Göteborg                                                     | Mauritz Öholm         | SASK           |                     |                  |                   |                |                     |                  |
| 1907 | Stockholm                                                    | Mauritz Öholm         | SASK           |                     |                  |                   |                |                     |                  |
| 1908 | Falun                                                        | Mauritz Öholm         | AIK            |                     |                  |                   |                |                     |                  |
| 1909 | Stockholm                                                    | Mauritz Öholm         | SASK           |                     |                  |                   |                |                     |                  |
| 1910 | Falun                                                        | Mauritz Öholm         | SASK           |                     |                  |                   |                |                     |                  |
| 1911 | Västerås                                                     | Otto Andersson        | IFK Nyköping   |                     |                  |                   |                |                     |                  |
| 1912 | Nyköping                                                     | Otto Andersson        | IFK Nyköping   |                     |                  |                   |                |                     |                  |
| 1913 | Stockholm                                                    | Petrus Axelson        | SASK           |                     |                  |                   |                |                     |                  |
| 1915 | Stockholm                                                    | Paul Zerling          | SASK           |                     |                  |                   |                |                     |                  |
| 1931 | Eskilstuna                                                   | Ingvar Lindberg       | Eskilstuna IK  |                     |                  |                   |                |                     |                  |
| 1932 | Stockholm                                                    | Gunnar Almer          | Södermalms IK  |                     |                  |                   |                |                     |                  |
| 1933 | Eskilstuna                                                   | Ingvar Lindberg       | Eskilstuna IK  |                     |                  |                   |                |                     |                  |
| 1934 | Stockholm                                                    | Gustaf Gabeling       | Södermalms IK  |                     |                  |                   |                |                     |                  |
| 1963 | Uppsala (herrar) Kvarnsveden (damer)                         | Ivar Nilsson          | IK Wega        | Christina Scherling | Kvarnsvedens GIF |                   |                |                     |                  |
| 1964 | Göteborg (h) Uppsala (d)                                     | Jonny Nilsson         | Bofors CK      | Inger Eriksson      | Hofors CK        |                   |                |                     |                  |
| 1965 | Vänersborg (h) Göteborg (d)                                  | Jonny Nilsson         | Bofors CK      | Christina Scherling | Kvarnsvedens GIF |                   |                |                     |                  |
| 1966 | Örnsköldsvik (h) Hofors (d)                                  | Jonny Nilsson         | IK Wega        | Christina Karlsson  | Oxelösunds SK    |                   |                |                     |                  |
| 1967 | Eskilstuna (h) Västerås (d)                                  | Jonny Nilsson         | IK Wega        | Christina Lindblom  | Kubikenborgs IF  |                   |                |                     |                  |
| 1968 | Karlstad (h) Lidingö (d)                                     | Johnny Höglin         | Karlstad SK    | Christina Lindblom  | Kubikenborgs IF  |                   |                |                     |                  |
| 1969 | Eskilstuna (h) Sundsvall Kuben (d)                           | Göran Claeson         | Södermalms IK  | Ylva Hedlund        | IFK Lidingö      |                   |                |                     |                  |
| 1970 | Uppsala (h) Kristinehamn (d)                                 | Göran Claeson         | Södermalms IK  | Christina Lindblom  | Kubikenborgs IF  |                   |                |                     |                  |
| 1971 | Strömsund (ha) Stockholm (d, Sprint)                         | Göran Claeson         | Södermalms IK  | Ylva Hedlund        | IFK Lidingö      | Hasse Börjes      | IFK Rättvik    |                     |                  |
| 1972 | Göteborg (ha) Örebro (d) Uppsala (hs)                        | Göran Claeson         | Södermalms IK  | Ylva Hedlund        | IFK Lidingö      | Johan Granath     | SK Pollux      |                     |                  |
| 1973 | Stockholm (ha) Göteborg (da) Eskilstuna (sprint)             | Göran Claeson         | Södermalms IK  | Ann-Sofie Järnström | IFK Göteborg     | Johan Granath     | SK Pollux      | Ann-Sofie Järnström | IFK Göteborg     |
| 1974 | Karlstad (ha) Strömsund (da) Örnsköldsvik (hs) Göteborg (ds) | Göran Claeson         | Södermalms IK  | Ann-Sofie Järnström | IFK Göteborg     | Oloph Granath     | SK Pollux      | Ann-Sofie Järnström | IFK Göteborg     |
| 1975 | Kiruna (ha) Rättvik (da) Karlstad (sprint)                   | Göran Claeson         | Södermalms IK  | Sylvia Filipsson    | Katrineholms AIK | Oloph Granath     | SK Pollux      | Ann-Sofie Järnström | IFK Göteborg     |
| 1976 | Rättvik (ha) Karlstad (da) Göteborg (s)                      | Lennart Carlsson      | IK Wega        | Sylvia Filipsson    | Katrineholms AIK | Mats Wallberg     | Arvika IS      | Ann-Sofie Järnström | IFK Göteborg     |
| 1977 | Örnsköldsvik                                                 | Jan Junell            | IFK Rättvik    | Sylvia Filipsson    | Katrineholms AIK | Oloph Granath     | SK Pollux      | Anna Lenner         | IK Wega          |
| 1978 | Stockholm (h) Strömsund (d)                                  | Tomas Gustafson       | Eskilstuna IK  | Sylvia Filipsson    | Katrineholms AIK | Johan Granath     | SK Pollux      | Annette Karlsson    | Karlstads SK     |
| 1979 | Eskilstuna (s)                                               |                       |                |                     |                  | Johan Granath     | SK Pollux      | Ann-Sofie Järnström | IK Wega          |
| 1980 | Eskilstuna                                                   | Ulf Ekstrand          | IK Wega        | Sylvia Filipsson    | Katrineholms AIK | Jan-Åke Carlberg  | IFK Lidingö    | Annette Karlsson    | Karlstads SK     |
| 1981 | Göteborg                                                     | Jan Junell            | IFK Rättvik    | Annette Carlén      | Karlstads SK     | Jan-Åke Carlberg  | IFK Lidingö    | Annette Carlén      | Karlstads SK     |
| 1982 | Karlstad (allround) Kristinehamn (sprint)                    | Tomas Gustafson       | Eskilstuna IK  | Annette Carlén      | Karlstads SK     | Jan-Åke Carlberg  | IFK Lidingö    | Annette Carlén      | Karlstads SK     |
| 1983 | Sala (ha) Göteborg (da) Sundsvall (s)                        | Tomas Gustafson       | SK Pollux      | Annette Carlén      | Karlstads SK     | Göran Johansson   | CK Örnen       | Annette Carlén      | Karlstads SK     |
| 1986 | Gävle (ha) Göteborg (da) Uppsala (s)                         | Tomas Gustafson       | Eskilstuna IK  | Annette Carlén      | Karlstads SK     | Göran Johansson   | CK Örnen       | Annette Carlén      | Karlstads SK     |
| 1987 | Askersund (ha) Karlstad (da) Sandviken (s)                   | Joakim Karlberg       | IK Wega        | Annette Carlén      | Karlstads SK     | Hans Magnusson    | IK Wega        | Ylva Fors           | Södermalms IK    |
| 1988 | Eskilstuna (a) Göteborg (s)                                  | Tomas Gustafson       | Eskilstuna IK  | Jasmin Krohn        | IFK Göteborg     | Göran Johansson   | CK Örnen       | Jasmin Krohn        | IFK Göteborg     |
| 1989 | Strömsund (a) Sundsvall (s)                                  | Tomas Gustafson       | Eskilstuna IK  | Jasmin Krohn        | IFK Göteborg     | Björn Forslund    | Sundsvalls SK  | Ylva Fors           | Södermalms IK    |
| 1990 | Sala (a) Göteborg (s)                                        | Tomas Gustafson       | Eskilstuna IK  | Jasmin Krohn        | IFK Göteborg     | Bo König          | Hagaströms SK  | Anette Hammarin     | IK Wega          |
| 1991 | Strömsund (a) Gävle (s)                                      | Tomas Gustafson       | Eskilstuna IK  | Jasmin Krohn        | IFK Göteborg     | Björn Forslund    | Sundsvalls SK  | Annika Wilhelmsson  | Bräcke SK        |
| 1992 | Göteborg (a) Eskilstuna (s)                                  | Per Bengtsson         | IFK Sala       | Jasmin Krohn        | IFK Göteborg     | Jonas Tronêt      | SK Pollux      | Christina Schön     | SK Pollux        |
| 1993 | Sundsvall (a) Strömsund (s)                                  | Jonas Schön           | SK Pollux      | Jasmin Krohn        | IFK Göteborg     | Hans Markström    | SK Pollux      | Jasmin Krohn        | IFK Göteborg     |
| 1994 | Karlstad (a) Sundsvall (s)                                   | Jonas Schön           | SK Pollux      | Christina Schön     | SK Pollux        | Magnus Enfeldt    | Karlstads SK   | Christina Schön     | SK Pollux        |
| 1995 | Karlstad                                                     | Jonas Schön           | SK Pollux      | Christina Schön     | SK Pollux        | Magnus Enfeldt    | Karlstads SK   | Sofia Larsson       | IFK Kristinehamn |
| 1996 | Göteborg (a) Sundsvall (s)                                   | Jonas Schön           | SK Pollux      | Christina Schön     | SK Pollux        | Magnus Enfeldt    | Karlstads SK   | Linn Eriksson       | Askersunds SK    |
| 1997 | Eskilstuna (a) Uppsala (s)                                   | Jonas Schön           | SK Pollux      | Christina Schön     | SK Pollux        | Magnus Enfeldt    | Karlstads SK   | Sofia Larsson       | IFK Kristinehamn |
| 1998 | Stockholm (a) Sundsvall (s)                                  | Sebastian Falk        | Sandvikens SK  | Anna Björemark      | SK Trollhättan   | Magnus Enfeldt    | Sundsvalls SK  | Anna Karlsson       | Uddevalla IS     |
| 1999 | Sundsvall (a) Västerås (s)                                   | Johan Röjler          | SK Winner      | Anna Björemark      | SK Trollhättan   | Magnus Jansson    | Sandvikens SK  | Anna Karlsson       | Uddevalla IS     |
| 2000 | Göteborg (a) Uppsala (s)                                     | Johan Röjler          | SK Winner      | Sofia Albertsson    | IK Wega          | Magnus Enfeldt    | Sundsvalls SK  | Sofia Albertsson    | IK Wega          |
| 2001 | Sundsvall (a) Stockholm (s)                                  | Sebastian Falk        | Sandvikens SK  | Sofia Albertsson    | IK Wega          | Magnus Enfeldt    | Sundsvalls SK  | Sara Andersson      | IFK Kristinehamn |
| 2002 | Sandviken (a) Stockholm (s)                                  | Sebastian Falk        | Sandvikens SK  | Sofia Albertsson    | IK Wega          | Eric Zachrisson   | SK Winner      | Sofia Albertsson    | IK Wega          |
| 2003 | Stockholm (a) Göteborg (s)                                   | Johan Röjler          | SK Winner      | Sofia Albertsson    | IK Wega          | Johan Röjler      | SK Winner      | Sofia Albertsson    | IK Wega          |
| 2004 | Gävle (a) Göteborg (s)                                       | Johan Röjler          | SK Winner      | Sofia Albertsson    | IK Wega          | Eric Zachrisson   | SK Winner      | Sofia Albertsson    | IK Wega          |
| 2005 | Gävle (a) Stockholm (s)                                      | Johan Röjler          | SK Winner      | Sofia Albertsson    | IK Wega          | Sebastian Falk    | Sandvikens SK  | Paulina Wallin      | IFK Göteborg     |
| 2006 | Göteborg (a) Gävle (s)                                       | Sebastian Falk        | Sandvikens SK  | Sofia Albertsson    | IK Wega          | Joel Eriksson     | IFK Göteborg   | Paulina Wallin      | IFK Göteborg     |
| 2007 | Stockholm                                                    | Johan Röjler          | SK Winner      | Marita Johansson    | Karlstads SK     | Joel Eriksson     | IFK Göteborg   | Paulina Wallin      | IFK Göteborg     |
| 2008 | Göteborg (a) Uppsala (s)                                     | Johan Röjler          | SK Winner      | Marita Johansson    | Karlstads SK     | Stefan Hassel     | IK Wega        | Paulina Wallin      | IFK Göteborg     |
| 2009 | Gävle (a) Göteborg (s)                                       | Johan Röjler          | SK Winner      | Marita Johansson    | Karlstads SK     | Joel Eriksson     | IFK Göteborg   | Claudia Wallin      | IFK Göteborg     |
| 2010 | Stockholm (a) Göteborg (s)                                   | Johan Röjler          | SK Winner      | Sara Andersson      | IFK Kristinehamn | Johan Röjler      | SK Winner      | Claudia Wallin      | IFK Göteborg     |
| 2011 | Sundsvall (a) Stockholm (s)                                  | Johan Röjler          | SK Winner      | Johanna Östlund     | Hagaströms SK    | Joel Eriksson     | IFK Göteborg   | Johanna Östlund     | Hagaströms SK    |
| 2012 | Östersund (a) Gävle (s)                                      | Johan Röjler          | SK Winner      | Johanna Östlund     | Hagaströms SK    | Johan Röjler      | SK Winner      | Johanna Östlund     | Hagaströms SK    |
| 2013 | Stockholm (a) Falun (s)                                      | David Andersson       | SK Trollhättan | Eva Lagrange        | Gimonäs CK       | Johan Röjler      | SK Winner      | Eva Lagrange        | Gimonäs CK       |
| 2014 | Uppsala (a) Göteborg (s)                                     | David Andersson       | SK Trollhättan | Eva Lagrange        | Gimonäs CK       | David Andersson   | SK Trollhättan | Johanna Östlund     | Hagaströms SK    |
| 2015 | Göteborg (a) Uppsala (s)                                     | David Andersson       | SK Winner      | Eva Lagrange        | Sundsvalls SK    | David Andersson   | SK Winner      | Eva Lagrange        | Sundsvalls SK    |
| 2016 | Göteborg                                                     | David Andersson       | SK Winner      | Eva Lagrange        | Sundsvalls SK    | David Andersson   | SK Winner      | Agnes Bozi          | SK Trollhättan   |
| 2017 | Stockholm                                                    | Nils van der Poel     | SK Trollhättan | Eva Lagrange        | Sundsvalls SK    | David Andersson   | SK Winner      | Eva Lagrange        | Sundsvalls SK    |
| 2018 | Göteborg                                                     | Nils van der Poel     | SK Trollhättan | Ann-Marie Lindqvist | IFK Göteborg     | David Andersson   | SK Winner      |                     |                  |
| 2019 | Stockholm                                                    | Johan Röjler          | SK Winner      | Erika Lindgren      | Eskilstuna IK    | Adam Axelsson     | SK Winner      | Erika Lindgren      | Eskilstuna IK    |
| 2020 | Gävle                                                        | Inställt pga isbrist  |                |                     |                  |                   |                |                     |                  |
| 2021 |                                                              | Inställt pga Covid-19 |                |                     |                  |                   |                |                     |                  |
| 2022 | Stockholm                                                    | Gustav Arnell         | Hagaströms SK  | Eva Lagrange        | Sundsvalls SK    | Adam Axelsson     | SK Winner      | Ann-Marie Lindqvist | IFK Göteborg     |
| 2023 | Karlstad                                                     | Emil Klockar          | Sundsvalls SK  | Eva Lagrange        | Sundsvalls SK    | Wilhelm Ekensskär | SK Trollhättan | Ann-Marie Lindqvist | IFK Göteborg     |
| 2024 | Göteborg (a) Stockholm (s)                                   | Gustav Arnell         | Hagatröms SK   | Elin Fryckberg      | IK Wega          | David Karlingsjö  | SK Trollhättan | Ann-Marie Lindqvist | IFK Göteborg     |